# بروس بالمر (مدرب كرة سلة)
بروس بالمر (بالإنجليزية: Bruce Palmer)‏ هو مدرب كرة سلة أسترالي، ولد في 12 نوفمبر 1955.